# Paweł Kryski (kasztelan sierpecki)

Herb Prawdzic

Paweł Kryski herbu Prawdzic (zm. ok. 1462) – kasztelan sierpecki (1458-1462).

## Rodzina
Syn Leona z Łaskarzewa i Kryska, brat Ninogniewa z Kryska (zm. 1468), wojewody płockiego, kasztelana czerskiego, warszawskiego i płockiego oraz Tomasza. Dzieci Leona, Ninogniew; Paweł i Tomasz otrzymali w 1429 roku, na ziemi wiskiej 120 łanów pola od książąt: Ziemowita, Kazimierz i Władysława z Mazowsza. Miał synów: Mikołaja i Piotra oraz córkę Małgorzatę, która poślubiła podskarbiego mazowieckiego Jana Małdrzyka herbu Wąż, który później został wojewodą bełskim.
Synowie Pawła – Mikołaj i Piotr odsprzedali połowę dóbr Romoki.

## Dobra majątkowe
Paweł otrzymał od księcia Władysława z Mazowsza 10 włók pola, przyległego do wsi Krzewo. Po podziale dóbr w 1449 roku był współwłaścicielem Gradzanowa wraz z bratem Tomaszem i Brwilna z bratem Ninogniewem z Kryska. W swych dobrach majątkowych posiadał Cyndaty, Krzeczanowo i Siemiątkowo.
Jako kasztelan odnotowany 2- krotnie: 24 lipca 1458 oraz 20 lipca 1461.

## Następca
Jego następcą na urzędzie kasztelana sierpeckiego został Jan z Koziebród herbu Boleścic, który pełnił urząd kasztelana sierpeckiego w latach (1462-1468), następnie został kasztelanem raciążskim.